# Sörmlands Museum
Sörmlands Museum ist das Landesmuseum der schwedischen Provinz Sörmland. Seit 1913 bewahrt und vermittelt es die materielle und immaterielle Kulturgeschichte der Region. Sein primäres Ausstellungsgebäude befindet sich in Nyköping, seine Aktivitäten im Bereich Bildung und Beratung beziehen sich jedoch auf die gesamte Provinz.

## Geschichte
Sörmlands Museum wurde 1913 als Verein gegründet. Hinter der Initiative standen einerseits Privatpersonen, unter anderem Prinz Wilhelm, Herzog von Sörmland, andererseits Organisationen wie der Verein für Södermanlands Frühgeschichte. Der erste Angestellte des Vereins war der Intendant Martin Nilsson, der die Sammlungen des Museums aufbaute und die ersten Ausstellungen vorbereitete. 1918 konnten die Dauerausstellungen in der Residenz des Nyköpingshus final eröffnet werden.

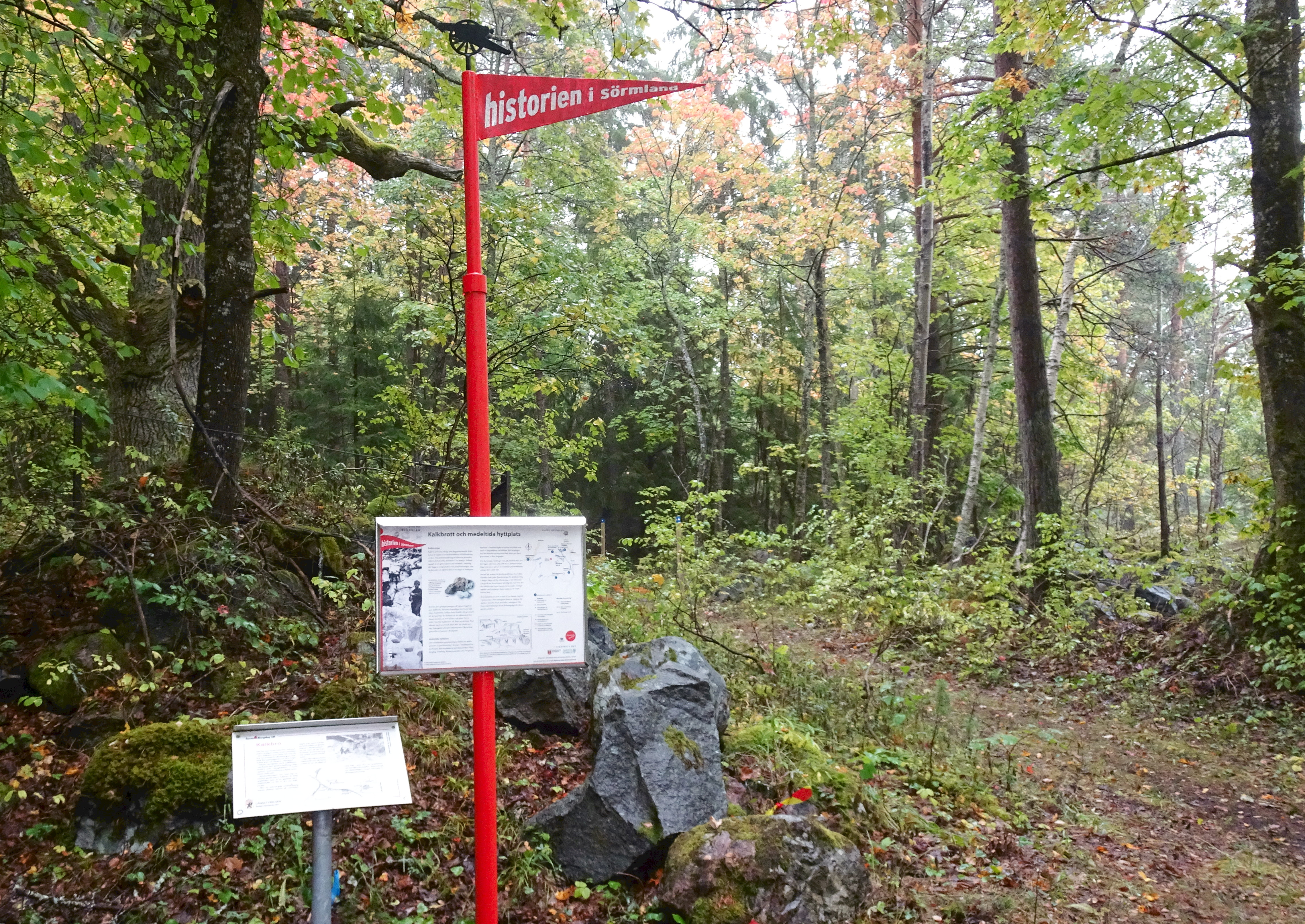
Schilderausstellung an dreizehn Plätzen in Sörmland

Seit 1913 hat das Museum Ausstellungen und andere Vermittlungsaktivitäten an unterschiedlichen Orten in Nyköping, aber auch in anderen Teilen von Sörmland präsentiert und durchgeführt. 1931 wurden erstmals Ausstellungen im sogenannten Königsturm des Nyköpingshus eröffnet. Bis heute wird hier vor allem die Nyköpings Geschichte seit der Besiedelung der Stadt bis zum Ende des Mittelalters vermittelt. Ab 1959 hatte das Museum ebenfalls eine Kunsthalle im ehemaligen Gaswerk der Stadt. In Malmköping betreibt Sörmlands Museum seit 1986 zusammen mit der Gemeinde Flen und dem örtlichen Heimatkundeverein ein gemeinsames Museum zur Militärgeschichte. In der gesamten Region betreibt das Museum ebenfalls eine Ausstellung im öffentlichen Raum, die in Kooperation mit den Gemeinden entwickelt und produziert wird. Diese heißt „Geschichte in Sörmland“ (schwedisch: Historien i Sörmland) und befindet an dreizehn verschiedenen Plätzen in Sörmland.

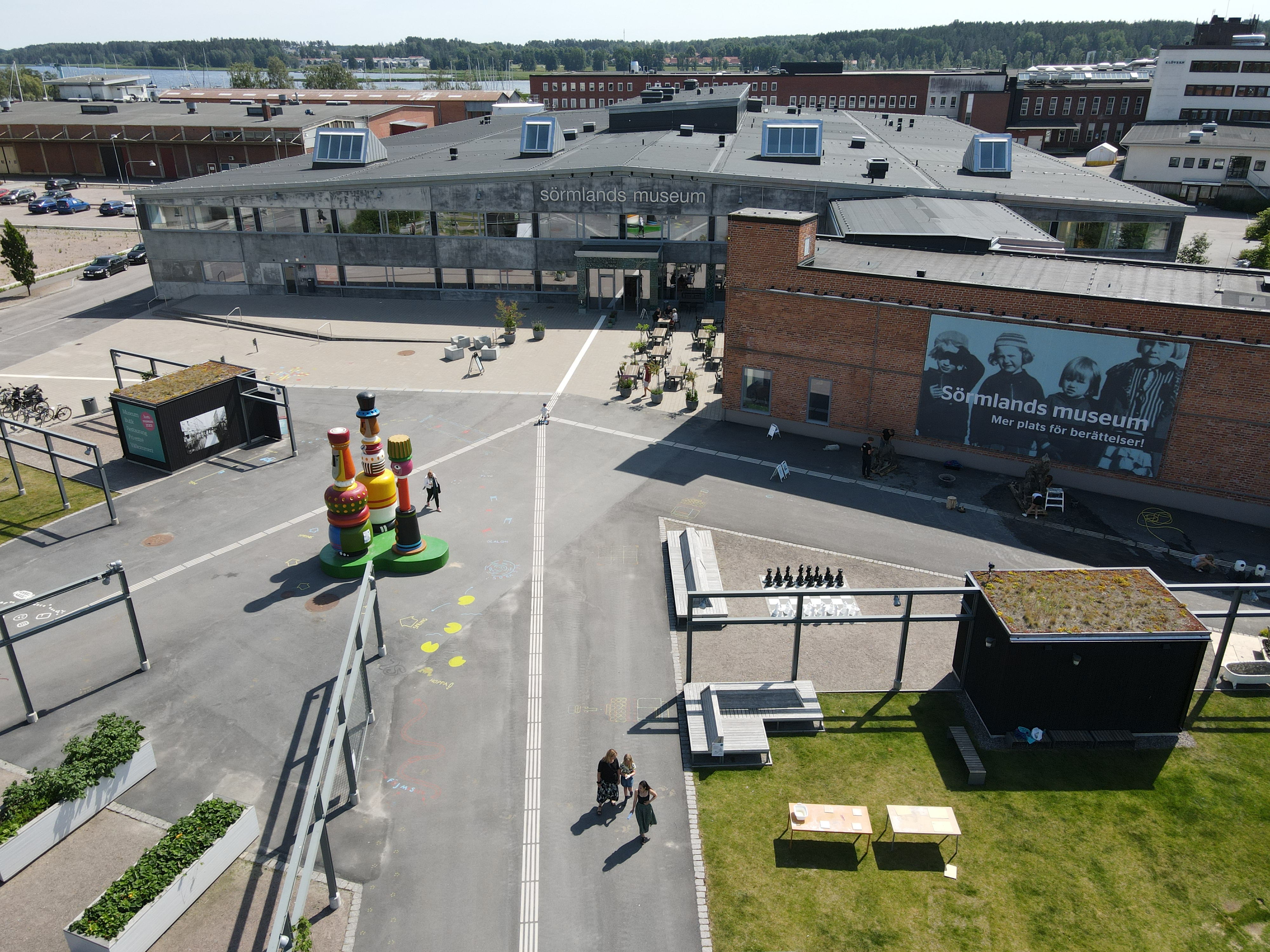
Sörmlands Museum mit Park, 2021

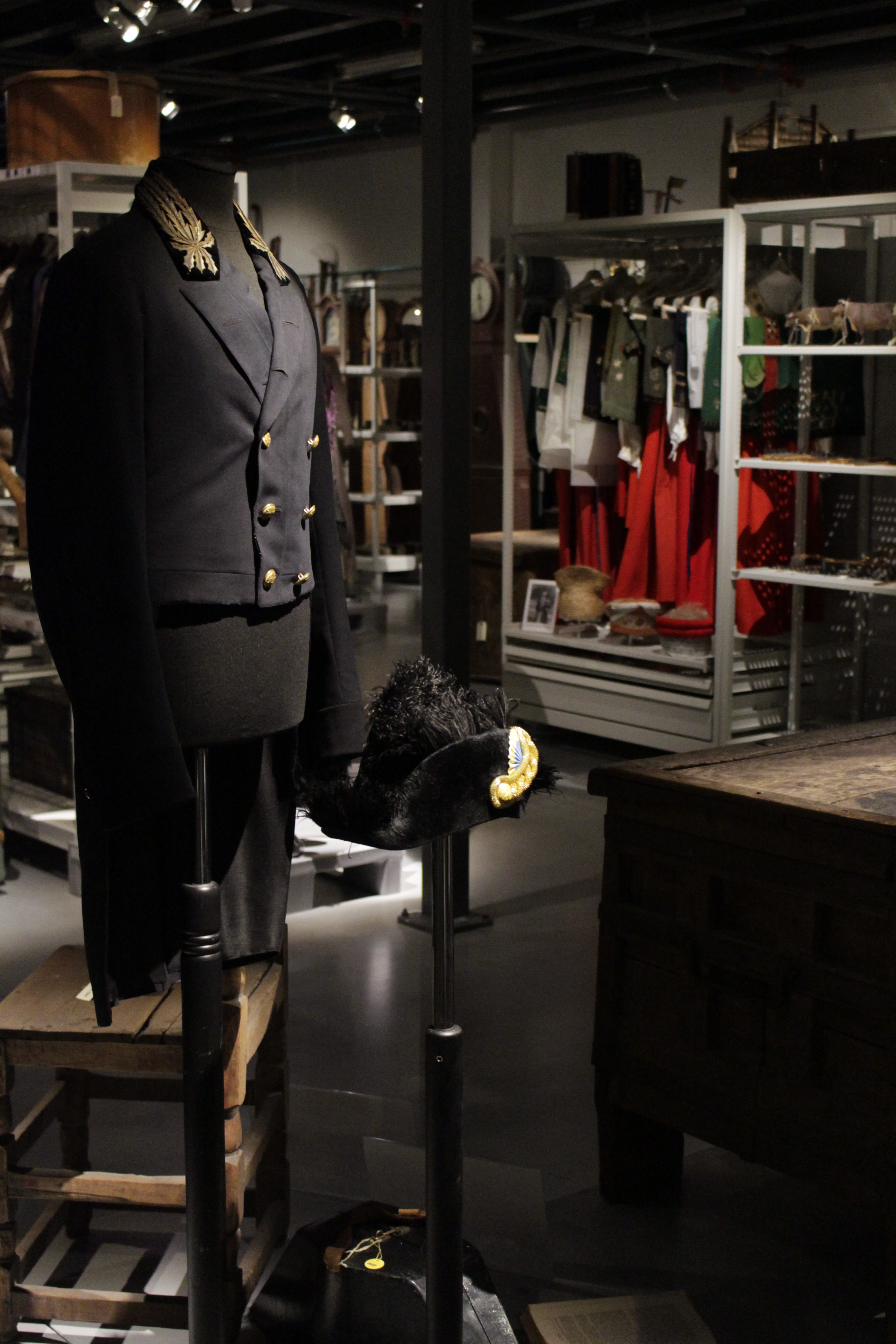
Die Erzählenden Magazine des Museums

2018 erhielt das Museum ein neues Gebäude im Hafen von Nyköping. Auf 13.000 Quadratmetern befinden sich nicht nur Ausstellungsräume, Restaurant, Ateliers und Werkstätten sowie der Museumsshop, sondern auch die „Erzählenden Magazine“ (schwedisch: Berättande magasin), ein Konzept ähnlich einem Schaudepot, bei dem die Sammlungen mit über 100.000 Objekten den Besuchern zugänglich gemacht werden. Für dieses Konzept wurde das Museum mit mehreren Preisen gewürdigt.
Das Museum hat seit 1913 mehrfach die Trägerschaft gewechselt. Zwischen 1976 und 1998 war das Museum eine eigenständige Stiftung mit dem Landsting als Stiftungsleitung. Seit 1998 ist das Museum vollständig in das Landsting, später Region Sörmland integriert.

### Preise
- 2019: Schwedischer Kulturerbepreis (schwedisch Kulturarvspriset)[8]
- 2020: Museum des Jahres, Schweden (schwedisch: Årets museum)[9]
- 2022: European Museum of the Year Award 2022 (Nominierung)[10]